# 阿南市情報文化センター
阿南市情報文化センター（あなんしじょうほうぶんかセンター）は、徳島県阿南市羽ノ浦町中庄上ナカレにある、多目的ホールをメインとする文化施設。愛称はコスモホール。

## 沿革
- 1995年（平成7年）7月7日 - 羽ノ浦町情報文化センターとして開館。
- 2006年（平成18年）3月20日 - 阿南市が羽ノ浦町を編入合併し、阿南市情報文化センターと名称変更。
- 2015年（平成27年）7月7日 - 開館20周年を迎えた。
- 2017年（平成29年）4月1日 - 指定管理者「夢・コスモホール運営共同事業体」が運営開始[1]。

## 施設概要
施設として、ホール（600人収容のホール）と研修室などからなる複合施設である。
オーストリア・ベーゼンドルファー社製の高級ピアノを所有する。
ホール稼働率3割程度。
- 休館日：毎週月曜日、祝日の次の火曜日、12月29日〜1月3日。

- 利用時間
  - コスモホール：9:00〜22:00
  - 研修室など：9:00〜22:00
  - 事務所利用申し込み受け付け：9:00〜17:00